# Jardines japoneses Anderson
Los Jardines japoneses Anderson en inglés: Anderson Japanese Gardens son unos jardines japoneses y jardín botánico de 57,000 m² (14 acres), en Rockford, Illinois.

## Localización
Anderson Japanese Gardens, 318 Spring Creek Road, Rockford, Winnebago county, Illinois IL 61107 United States of America-Estados Unidos de América. 
Planos y vistas satelitales.42°17′22.12″N 89°3′29.16″O / 42.2894778, -89.0581000
Está generalmente abierto al público todos los días, se cobra una tarifa de entrada.

## Historia
Los jardines fueron establecidos en 1978 por John R. Anderson y el arquitecto paisajista Hoichi Kurisu en los terrenos de la casa de Anderson. Se inspiraron en los viajes de Anderson a Japón, y en particular su visita al Jardín Japonés de Portland en el Washington Park, Portland, Oregon, que también fueron diseñados por Kurisu.
En el año 1992, John Anderson recibió un reconocimiento por su destacada labor en la promoción de la amistad internacional y el entendimiento mutuo entre los Estados Unidos y Japón, con una copa de plata conmemorativa por parte del gobierno japonés. Los programas educativos en los jardines Anderson cubren tanto el ámbito del idioma, como las artes y la cultura de Japón, y desde 1995, los jardines han alojado la "Annual Festive Celebration of Japanese Arts" (Celebración festiva anual de las Artes Japonesas de Rockford), que incluye ceremonias del té, ikebana, demostraciones de caligrafía, y exposiciones de bonsai. En 1998, el señor y la señora Anderson donaron los jardines a una organización sin ánimo de lucro.
En el 2004 los jardines fueron nombrados finalmente como "Japanese garden in North America" (Jardines japoneses en Norteamérica) por el Journal of Japanese Gardening. 

## Colecciones

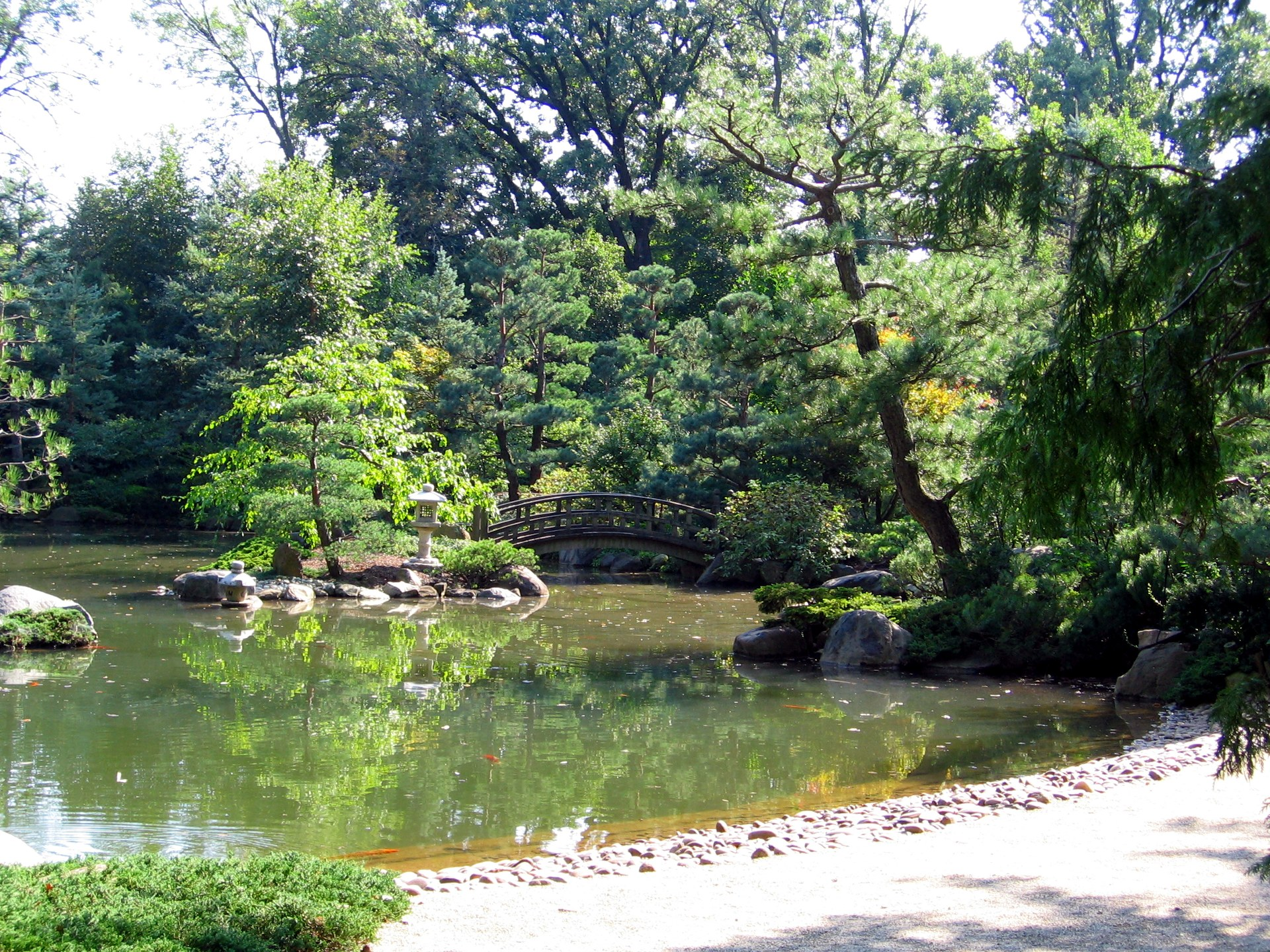
Uno de los estanques de los jardines japoneses Anderson.

Los jardines están diseñados como un jardín japonés del siglo XIII de "paseo por el estanque" jardín en el que se incluyen varias cascadas y estanques, arroyos, formaciones rocosas, senderos, así como una casa de huéspedes y una casa de té de estilo sukiya (construido por Masahiro Hamada). 
El "Jardín de la Reflexión" es un contemporáneo de inspiración japonesa, jardín con esculturas de ángeles en bronce obras de Carl Milles. Las plantaciones son de arces japoneses, pinos nube, azaleas, magnolias, y rododendros.
Los jardines albergan varias especies de peces de colores Koi, visones y patos. En el "Jardín de la Reflexión" cuelgan sobre el agua trampas con escarabajos para animar a los peces a saltar a la superficie para conseguir los alimentos. 
La fotografía profesional solo se permite después de horas con la aprobación de la gestión del jardín, sin embargo se anima a realizar fotografías a los visitantes aficionados. También hay muchos caminos prohibidos que conducen a la casa de Anderson.